# Hieracium subrotundum
Hieracium subrotundum là một loài thực vật có hoa trong họ Cúc. Loài này được (Dahlst.) Dahlst. ex Omang mô tả khoa học đầu tiên.